# Кармало-Аделяково
Карма́ло-Аделя́ково (чув. Хурамал Этелек, Етелек) — село в Сергиевском районе Самарской области, административный центр сельского поселения Кармало-Аделяково.

## География
Находится на расстоянии примерно 17 километров по прямой на юго-восток от районного центра села Сергиевск.

## История
Образовано в 1754 году чувашскими переселенцами.

## Население
Постоянное население составляло 895 человек (чуваши 79%) в 2002 году, 823 в 2010 году.